# Творожно-сливочный торт
Творожно-сливочный торт (нем. Käsesahnetorte или нем. Quark-Sahnetorte) — популярный в Германии и Австрии торт на тонком светлом бисквитном или венском корже с высоким слоем начинки из сливочного крема с мягким творогом. Согласно немецкому пищевому законодательству творожно-сливочный торт должен содержать не менее 20 % сливок. По сравнению с сырным пирогом или тортом, творожно-сливочный торт имеет более лёгкую и нежную начинку и более изысканный вкус.
Классический творожно-сливочный торт состоит из двух коржей, имеет белый цвет и лимонный вкус, а его начинка состоит из обезжиренного мягкого творога, взбитых сливок, желатина, сахара, лимонного сока и цедры. Торт декорируют сахарной пудрой или взбитыми сливками. Для застывания торта в холодильнике требуется несколько часов. Часто в творожно-сливочном торте присутствует фруктовая прослойка из долек консервированных мандаринов. Существуют разнообразные рецепты фруктовых и ягодных творожно-сливочных тортов, яркая цветная начинка которых уже не прикрывается вторым коржом, например, с малиной, маракуйей или голубикой. Упакованный порционно творожно-сливочный торт можно хранить в морозильной камере до трёх месяцев.